# عقرب (فیلم ۱۳۷۵)
عقرب فیلمی به کارگردانی گروه کارگردانان و نویسندگی ناصر شاملو ساختهٔ سال ۱۳۷۵ است. در این فیلم نام بهروز افخمی به عنوان مشاوره کارگردان آمده‌است.

## خلاصه داستان
قاچاقچیان مواد مخدر و اسلحه در منطقهٔ بلوچستان از طریق یکی از سران خود از سرهنگ منصور یکه‌تاز می‌خواهد در مقابل دریافت مبلغ هنگفتی دلار اجازه عبور محمولهٔ آن‌ها را از منطقه بدهد، سرهنگ یکه‌تاز قبول می‌کند و بعد از دریافت پول‌ها، روز موعود با تمام قوا به کاروان قاچاق حمله می‌کند و آنان را دستگیر می‌کند…

## بازیگران
- جمشید هاشم‌پور در نقش ذوالفقار حسینی ،صداپیشه:بهرام زند
- آتیلا پسیانی در نقش رئیس قاچاقچی ها، صداپیشه:خسرو خسروشاهی
- حسن رضایی در نقش رحیم
- شهرام زرگر در نقش ابوالفضل، صداپیشه:سعید مظفری
- مینا فرامرزی در نقش همسر منصور یکه تاز
- محمد صالح علا در نقش منصور یکه تاز ،صداپیشه: منوچهر والی زاده
- کاظم هژیرآزاد در نقش اسکندر
- هوشنگ دیبائیان
- طیب شرافتی
- رفیع مددکار
- رضا مرادیان
- محمد ذکریا
- ابراهیم عزت خواه
- حسین چرمچی
- محمد آهنگرانی
- مراد یوسفی
- محمد عادلی
- مرتضی مرادی
- انوشیروان نعیمی
- عباس حمیدی
- عبدالحمید تانلی
- علی عبادتی
- فرناز فتحی
- محمد حیدری
- کریم مرائی
- غلامرضا حسین‌زاده
- صفر صلاحلو
- حسین میرزایی
- اکبر رشیدیان
- عزت اله رستمی
- محسن عابدی
- یعقوب راستی